# National Health
I National Health sono stati un gruppo inglese di rock progressivo associato alla scena di Canterbury; i suoi membri provenivano da altre band del Canterbury rock, tra cui gli Hatfield and the North, gli Henry Cow, i Gilgamesh e i Caravan.

## Storia

### Esordi
Nel 1973, gli Hatfield and the North e i Gilgamesh suonarono assieme in due concerti. Il successo ottenuto fu alla base della formazione dei National Health, che in origine avrebbe dovuto essere un'orchestra con due chitarre e due tastiere. Il gruppo fu fondato nel 1975 dai tastieristi Dave Stewart, proveniente dagli Hatfield and the North, e Alan Gowen (ex Gilgamesh). Nella prima formazione vi erano il chitarrista degli Hatfield and the North Phil Miller e quello dei Gilgamesh Phil Lee, il bassista Mont Campbell (già negli Egg con Stewart), il batterista Bill Bruford (ex Yes e King Crimson) e la cantante Amanda Parsons (ex Hatfield).
Campbell compose buona parte dei brani che il gruppo suonò nel primo anno di vita, durante il quale furono registrati dei demo ed effettuati diversi concerti, ma non fu possibile pubblicare alcun album. Nella tournée britannica di inizio 1976, Lee fu sostituito da Steve Hillage, che avrebbe lasciato la band poco dopo. Da quel momento i National Health proseguirono con il solo Phil Miller alla chitarra. In quel periodo uscì anche Bruford, impegnato per alcuni mesi con i Genesis e sostituito dal percussionista John Mitchell. Campbell uscì dai National Health nel giugno del 1976, dopo la disastrosa tournée della band in Francia, e le sue composizioni furono messe in disparte. Sarebbero state pubblicate insieme ad altri brani del gruppo nel 1996, diversi anni dopo lo scioglimento, nella compilation Missing Pieces. Al suo posto venne ingaggiato Neil Murray, che aveva suonato con i Gilgamesh, e poco dopo rientrò Bruford.
Ripresero ad esibirsi dal vivo con un nuovo repertorio, ma gli ingaggi erano pochi e nel gennaio del 1977 Bill Bruford lasciò definitivamente il gruppo per seguire altri progetti. Nel nuovo tour in Francia e in Olanda la batteria fu affidata a Pip Pyle, che dopo l'esperienza con gli Hatfield aveva intrapreso la carriera di jazzista freelance. Nel marzo del 1977 furono Gowen e la Parsons a lasciare il gruppo.

### Il primo album
Con l'irresistibile ascesa del fenomeno punk, erano sempre meno le case discografiche disposte ad investire nel rock progressivo; giunse quindi a sorpresa l'annuncio che la Affinity Records avrebbe prodotto l'album di esordio del gruppo, l'eponimo National Health, che fu registrato a Londra tra il marzo e l'aprile del 1977. La formazione composta da Stewart, Miller, Murray e Pyle fu integrata con il rientro come ospiti di Gowen, Parsons e Mitchell, e con l'apporto del flautista Jimmy Hastings dei Caravan.
Il disco, caratterizzato da composizioni prevalentemente strumentali, strutturate e complesse, è frutto principalmente del lavoro di Stewart, al quale sono attribuiti cinque dei sei brani. Il contributo di Gowen, che collaborò nella stesura di uno di questi brani e compose il sesto, lascia un'impronta jazz nel sound, fortemente influenzato dalla musica degli Hatfield and the North. Secondo la tradizione del rock progressivo e di Stewart in particolare, National Health presenta tre lunghe suite nelle quali il ritmo cambia frequentemente. Nei concerti che seguirono, il gruppo si esibì come quartetto; di rilievo in questo periodo, il concerto del 31 luglio 1977 alla Queen Elizabeth Hall con Richard Sinclair alla voce ed un quintetto di legni.
Nel gennaio del 1978, Murray lasciò i National Health per cominciare una luminosa carriera nell'heavy metal, unendosi agli emergenti Whitesnake, e fu sostituito da John Greaves, che da qualche mese aveva lasciato gli Henry Cow. Il nuovo quartetto iniziò un tour europeo in concomitanza con l'uscita del primo album che, malgrado sia tuttora considerato dai critici un ottimo lavoro, si rivelò un disastro dal punto di vista commerciale.

### Il secondo album
Nonostante l'insuccesso,  nel luglio del 1978 il gruppo incise il secondo album, Of Queues and Cures, che vide la partecipazione - fra gli altri - di Peter Blegvad, ex chitarrista degli Slapp Happy, della violoncellista Georgie Born e di quattro fiati, tra cui nuovamente Jimmy Hastings. Maggiormente votata alla sperimentazione, l'opera ottenne una migliore accoglienza da parte della critica musicale rispetto all'album di debutto. Dopo le registrazioni ebbe inizio una serie di concerti e in settembre la Born e Lindsay Cooper, entrambe reduci dall'esperienza negli Henry Cow, si unirono alla band.
Pochi giorni dopo, Stewart annunciò la sua fuoriuscita; contrariato per la cancellazione di una tournée in Italia e Spagna e per l'eccessiva sperimentazione nella musica dei National Health, entrò nel gruppo di Bill Bruford. Questa decisione improvvisa condizionò le attività della band, che furono ridotte al minimo. Nel dicembre del 1978, la Charly Records pubblicò Of Queues and Cures ed il mese successivo Gowen annunciò il ritorno nel gruppo.

### Lo scioglimento
Nel periodo successivo non vi furono altre registrazioni in studio. Dopo una lunga tournée europea in primavera ed una negli Stati Uniti in novembre, Gowen, Pyle e Greaves si unirono ai Soft Heap di Elton Dean e Hugh Hopper. Il gruppo si riformò per una breve tournée in Scandinavia nel febbraio del 1980, al termine della quale Gowen se ne andò ed i National Health si sciolsero definitivamente.

## Eventi successivi legati al gruppo
Nel settembre del 1980, Stewart e Pyle formarono con Jakko Jakszyk (chitarra) e Rick Biddulph (basso) i Rapid Eye Movement. Pyle continuò anche la carriera con i Soft Heap, mentre Stewart ebbe un grande successo dalla collaborazione musicale con la compagna Barbara Gaskin. Dopo che ad Alan Gowen fu diagnosticata una leucemia, nell'aprile del 1981 Phil Miller, Richard Sinclair, Trevor Tomkins e lo stesso Gowen registrarono l'album Before A Word Is Said. In maggio Gowen morì, e nell'ottobre successivo gli ex-compagni registrarono l'album di tributo D.S. al Coda, contenente brani inediti firmati dall'amico scomparso. Alle sessioni parteciparono anche altri musicisti di valore come Elton Dean e Annie Whitehead.
Nell'agosto del 1983, i National Health si riunirono occasionalmente per partecipare al Festival di Edimburgo con alcuni brani scritti da Gowen. Nel 1996, la Voiceprint Records pubblicò  Missing Pieces, che contiene brani inediti del gruppo, la maggior parte dei quali erano stati registrati prima del debutto discografico. Nel 2001 fu pubblicato il CD Playtime, tratto da una registrazione dal vivo del 1979.

## Discografia

### Album in studio
- 1977 - National Health (Get Back Records/Esoteric Records)
- 1978 - Of Queues and Cures (Esoteric Records)
- 1982 - D.S. Al Coda (Europa/Lounging Records)

### Album live
- 2001 - Playtime (Cuneiform Records) registrato dal vivo nel 1979

### Raccolte
- 1990 - Complete (East Side Digit) raccolta dei tre album in studio con due bonus track
- 1996 - Missing Pieces (Voiceprint Records) contiene brani inediti del periodo precedente a National Health
- 2005 - Dreams Wide Awake (MSI Music Distribution/Atom)

## Formazione

### Formazione storica
- Phil Miller –  chitarra elettrica, voce
- Dave Stewart – tastiera
- Neil Murray – basso
- Pip Pyle – batteria

### Altri membri
- Month Campbell - tastiera
- Bill Bruford - batteria
- Steve Hillage - chitarra
- John Greaves - basso

## Filmografia
- 2015 – Romantic Warriors III: Canterbury Tales